# Wojciech Łukaszewski
Wojciech Łukaszewski (né le 10 mars 1936 à Częstochowa – mort le 13 avril 1978 dans la même ville) est un compositeur polonais. En 1963, il épouse Maria Patrzyk, avec laquelle il aura deux fils, le compositeur Paweł Łukaszewski et le musicien et auteur Marcin Łukaszewski.
Il a pris part aux insurrections de Silésie.